# Jacob Adam
Pour les articles homonymes, voir Adam.
Jacob Adam, né le 9 octobre 1748 à Vienne, et mort le 16 septembre 1811 dans sa ville natale, est un graveur sur cuivre autrichien.

## Biographie
Adam travaille principalement pour des imprimeries, mais il est surtout connu pour ses portraits de petit format dont il en crée plus de 100.
Il crée des gravures miniatures de portraits de personnages célèbres de son époque, dont Charles-Joseph, 7e prince de Ligne et l'empereur des Romains Joseph II; cette dernière gravure est conservée dans les collections du Metropolitan Museum of Art à New York.